# Ace of Base
Pour les articles homonymes, voir AOB.
Ace of Base ou AoB est un groupe de musique suédois pop, originaire de Göteborg. Le groupe est, à l'origine, composé de Ulf « Buddha » Ekberg et des frères et sœurs Jonas « Joker » Berggren, Malin « Linn » Berggren et Jenny Berggren. Il sort quatre albums studio entre 1993 et 2002, vendus à plus de 40 millions d'exemplaires à travers le monde. Ce chiffre fait d'eux l'un des groupes suédois les plus célèbres de tous les temps, comme ABBA ou Europe.
Happy Nation - leur premier album - est le plus rentable, certifié neuf fois disque de platine aux États-Unis. C'est le premier album qui classe trois singles à la première place du Billboard Mainstream Top 40 : All That She Wants, The Sign et Don't Turn Around. À la suite du départ de la chanteuse Linn en 2007, le groupe donne une série de concerts comme trio en Europe et en Asie, entre 2007 et 2009.
Jenny annonce en novembre 2009 son départ définitif du groupe afin de mener une carrière solo. La même année, Jonas et Ulf engagent deux nouvelles chanteuses, Clara Hagman et Julia Williamson, puis sortent l'album The Golden Ratio en septembre 2010. Le groupe se renomme Ace.of.Base le temps d'un album. Cette période est connue par les fans comme étant « The Dot Era » en référence aux points rajoutés dans le nom du groupe.

## Biographie

### Formation et débuts (1987–1992)

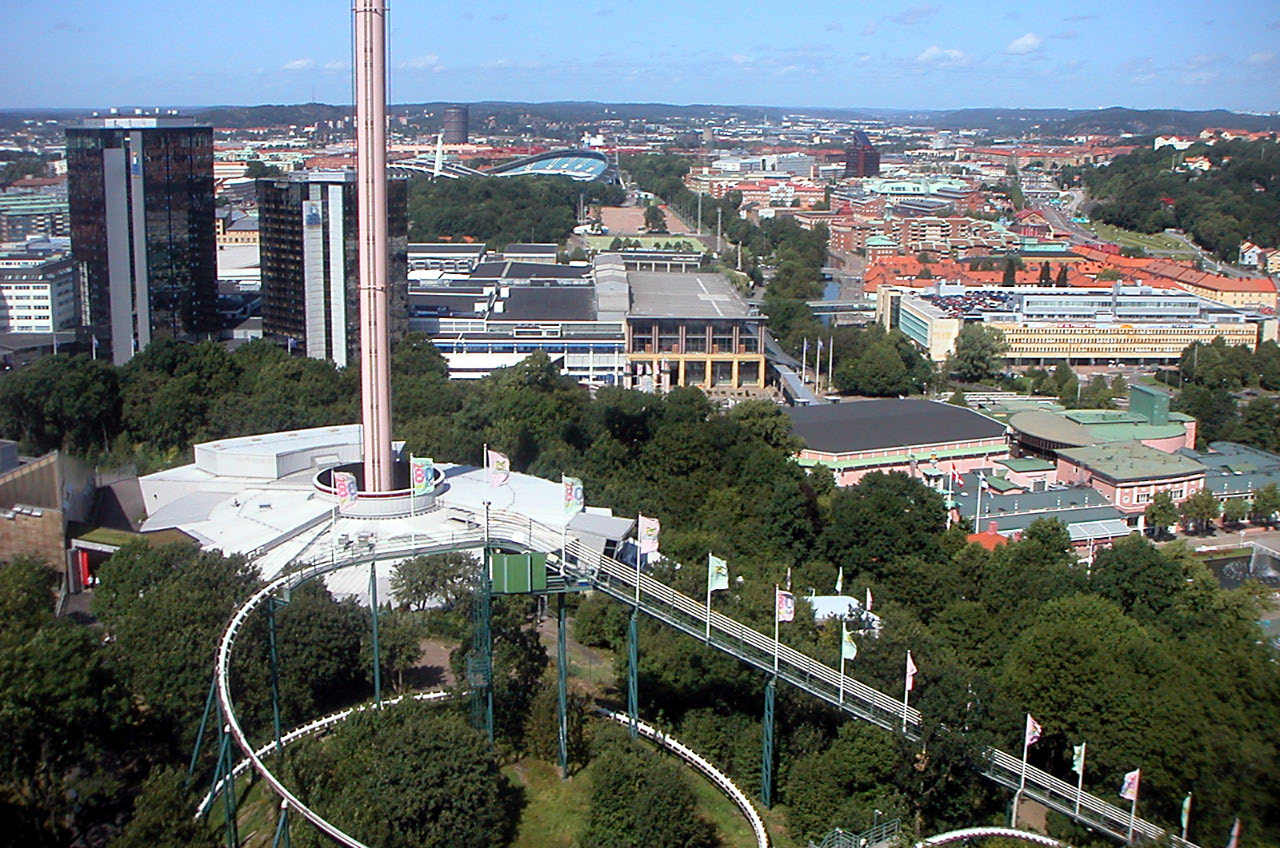
Ace of Base est formé à Göteborg, en Suède.

En 1987, après avoir été membre d'un groupe nouveaux romantiques et punk appelé G Konrad, Jonas Berggren forme un groupe avec deux amis, Johnny Lindén et Niklas Tränk pour un projet scolaire ; ses sœurs Linn et Jenny en deviennent les chanteuses. Le nouveau groupe se forme sous plusieurs noms : Kalinin Prospect (d'après une avenue à Moscou) ; CAD (Computer-Aided Disco) ; et Tech-Noir (mélange des mots français « technologie » et « noir », d'après une boîte de nuit dans le film Terminator). Ils effectuent plusieurs tournées dans des clubs suédois en y jouant des musiques axées techno dans le genre The KLF et Snap!.
Johnny quitte le groupe en 1989. Niklas ne fera aucune apparition pour l'une de leurs performances, il privilégiera plutôt de participer à un concert des Rolling Stones de l'autre côté de la ville. Jonas demande à son ami Ulf Ekberg de remplacer ce dernier. En 1990, le nouveau quatuor s'attribue un nouveau nom pour un nouveau départ. Linn aurait dit : « personne ne pourrait prononcer le nom du groupe et personne ne pourrait s'en souvenir. » Ils choisissent Ace of Base, parce qu'ils étaient « maîtres de leur studio », et afin de faire un contrepied à Ace of Spades du groupe Motörhead.
Cependant, le groupe connait des débuts difficiles, en partie à cause d'une préférence plus axée heavy metal que techno par les habitants, selon la chanteuse Jenny. Par ailleurs, Ulf Ekberg vient de quitter la scène skinhead après avoir été un militant néo-nazi.  

En 1997, le musicien avait déjà évoqué son passé dans un documentaire.
« J’ai dit à tout le monde que je regrettais vraiment ce que j’ai fait. J’ai refermé cette page. Je ne veux même pas en parler, cette époque n’existe plus. »
En 1991, ils répondent à une petite annonce passée par le producteur John Ballard à la recherche de nouveaux talents. Il n'était pas sûr de leur potentiel, mais leur donne leur chance avec le label Telegram Records, avec lequel ils y enregistrent leur première démo Wheel of Fortune. Malgré cela, ils ne parviennent pas à convaincre la maison de disque de les signer, et aucun autre label suédois ne montre un quelconque signe d'intérêt à leur égard. La démo est finalement vendue à petit prix chez un disquaire indépendant danois Mega Records en mars 1992. Wheel of Fortune est réédité et devient un single en mai, mais ne parvient pas à entrer dans les classements danois. Un vidéoclip à petit budget est tourné dans un petit studio par Viking Nielsson, et en septembre, après deux échecs, le single atteint les classements.

### Succès international etHappy Nation/The Sign(1993–1994)

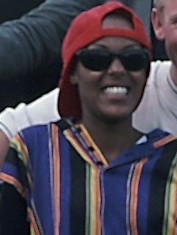
Ace of Base s'est inspiré du titre Another Mother de Kayo Shekoni pour leur single All That She Wants.

Malgré la popularité modérée remportée par Wheel of Fortune, une autre chanson fait connaître Ace of Base à l'international. Après avoir écouté le titre Another Mother de Kayo Shekoni, le groupe décide qu'il s'agissait du son exact qu'ils voulaient créer. Ils contactent le producteur Denniz Pop et lui envoient la démo d'une chanson intitulée Mr. Ace. La cassette audio  resta bloquée dans le lecteur de sa voiture, et après maintes écoutes, il décida de produire cette chanson. Elle est renommée All That She Wants, une fusion entre du dub-reggae et de la pop. En octobre 1992, il grimpe rapidement dans les classements danois.
L'album Happy Nation se classa très rapidement au Danemark, et leur succès les amena même à se faire connaître en Europe. Un contrat est signé avec Metronome/PolyGram (actuellement Universal Music). En quelques mois, All That She Wants atteint la troisième place en Suède, et reste huit semaines dans les classements allemands. Le single reste pendant six semaines à la première place aux États-Unis. Plus tard, le groupe enregistra deux nouveaux singles : Don't Turn Around et Living in Danger. Le premier est une reprise de Tina Turner sur la face B de son single Typical Male.
L'album sort aux États-Unis sous le nom de The Sign au printemps 1993, et s'est vendu à plus de deux millions d'exemplaires. Cette nouvelle version est beaucoup importée. La maison de disque décide de sortir une version européenne de sous le nom de Happy Nation (US Version).
Les différentes versions de cet album se classeront en première position des charts dans au moins 14 pays et se sont vendues à plus de 23 millions copies à travers le monde.

### The Bridge(1995–1996)
Même si le groupe est extrêmement fatigué de la tournée promotionnelle de presque deux ans, il n'arrive pas encore à réaliser son succès. En avril 1994, une fan allemande s'introduit chez la famille Berggren avec un couteau. Après avoir obtenu un ordre d’éloignement, le groupe comprend l’intérêt d'engager un garde du corps. Malgré cela, les maisons de disque ne laissèrent pas de répit au groupe qui débuta l’enregistrement de leur second album. Pour que le processus soit plus rapide, chacun des membres doit participer à son élaboration.
Finalement, 17 titres seront retenus pour la version finale de The Bridge. Le changement est considérable et on y trouve des chansons d'inspirations diverses. Il y a à la fois des chansons dance, reggae ou des ballades. Le premier single Lucky Love, une chanson pop sort en octobre 1995 et se classe numéro un pour la première fois dans les charts suédois. Pour le groupe, c'est très important car leur concitoyens n'ont jamais été tendres envers leur musique. En Allemagne, il se classe à la treizième position et au Royaume-Uni à la vingtième place. Arista, la maison de disques américaine opte pour un titre plus pêchu et choisit Beautiful Life qui se classe quinzième tant aux États-Unis qu'au Royaume-Uni. Une version acoustique de Lucky Love accompagné d'une nouvelle vidéo sort sur le marché nord américain et se classe trentième.
The Bridge  est certifié disque de platine dans 14 pays et le succès du premier album devint difficile à suivre. Never Gonna Say I'm Sorry est choisi comme troisième single à sortir. Alors qu'il se classe assez bien en Europe, il n'entra même pas dans le top 100 américain. En février 1996, le groupe se produit en live lors du Festival de la chanson Viña del Mar au Chili.

### Flowers/Cruel Summer(1997–1999)
Ace of Base fait une petite pause dans sa tournée mondiale et revient en juillet 1997 pour jouer lors d'un concert organisé pour l'anniversaire de la princesse Victoria de Suède. Ils ont autant de temps qu'ils le désirent de produire un troisième album au studio The Barn de Jonas qui sortira en septembre 1998, cet album, intitulé Flowers, est, pour le groupe, le meilleur qu'il ait jamais conçu. Leur single Life Is a Flower, le plus diffusé sur les radios européennes en 1998, s'est vendu à plus de 250 000 exemplaires au Royaume-Uni, pays dans lequel il atteint la 5e place des classements musicaux ; la vidéo homonyme est réalisée par Andreas Neumann. En France, la maison de disques enregistre un duo virtuel pour la chanson Cruel Summer avec le boys band Alliage. Les deux groupes se rencontreront lors du Dance Machine 100% été. la version du titre sans Alliage amène Ace of Base dans le top 10 musical aux États-Unis, allant même jusqu'à être sacré disque d'or. Aux États-Unis, l'album est également renommé Cruel Summer, d'ailleurs une version plus « américaine » de Life Is a Flower est enregistrée. C'est ainsi qu'est né "Whenever You're Near Me". Cependant le public américain n'adhère pas et préfère le single européen d'origine. Ce qui expliquera pourquoi on trouve le titre sur les futures compilations comme Playlist: The Very Best of Ace of Base.

### DeSingles of the 90sàDa Capo(1999–2003)
Singles of the 90s, une compilation de 16 singles, est commercialisée en novembre 1999. Son premier single, C'est La Vie (Always 21), est classé dans quelques classements musicaux, dont celui en Espagne.

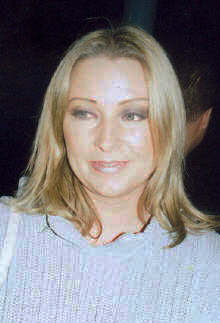
Linn du groupe Ace of Base, après une prestation en 2002.

Ace of Base sort son quatrième album Da Capo en octobre 2002 en Europe, et au Japon sous le label Toshiba EMI avec trois pistes bonus. L'album était originellement prévu pour une sortie en 2000, mais a été constamment repoussé à cause de désaccords avec la maison de disques.
Même si l'album atteint les classements musicaux, il ne parvient pas à reproduire le succès de ses prédécesseurs. Seuls Jenny et Ulf effectuent une tournée promotionnelle en Suède, au Danemark, en Norvège, en Finlande, en Allemagne, en Pologne et en Autriche.

### Pause etNight of the Proms(2003–2006)
Le groupe reste inactif entre 2003 et 2004 ; de son côté, Jenny effectue des prestations en solo dans de nombreuses émissions télévisées avec son époux Jakob Pétren, et fait paraître un album comme chanteuse aux côtés du groupe suédois Arose. Le groupe revient en 2005 sans Malin pour quelques prestations sur scène au Night of the Proms, en Belgique, aux côtés d'artistes tels que Donna Summer.

### Réunion (2007–2009)

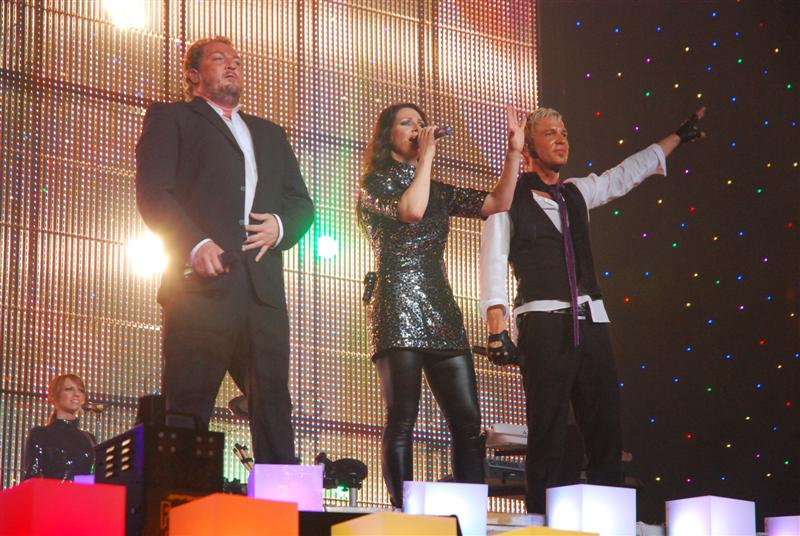
Jonas, Jenny et Ulf lors d'un concert à Saint-Pétersbourg, en 2007.

Ace of Base se réunit comme trio afin d'effectuer leur première prestation depuis 1996 à Iekaterinbourg, en Russie le 15 novembre 2007. D'autres concerts sont organisés entre 2008 et 2009 ; principalement en Europe de l'Est et au Danemark, ou à Singapour, en République dominicaine. Les titres qu'ils interprètent sont issus de leurs anciens albums. Le remix 2009 de Wheel of Fortune fait également partie de la setlist. Linn ne participe pas à la tournée et Jenny confirme son départ du groupe, notamment lors d'une entrevue au magazine Se og Hør. En tournée, le groupe commence le développement d'une nouvelle chanson intitulée Sparks from a Fire.
Un coffret CD et DVD, Greatest Hits, Classic Remixes and Music Videos sort le 12 novembre 2008. Le coffret de trois disques inclut un CD avec tous leurs singles, un second CD contenant des remixes, et un DVD contenant des vidéoclips. Quatre chansons sont remixées et réenregistrées pour cette compilation : Lucky Love 2009, Don't Turn Around 2009, The Sign (Freedom Bunch Mix), et Wheel of Fortune 2009, qui est paru à l'international le 24 octobre 2008 en téléchargement légal.
Pendant sa tournée, le groupe enregistre de nouvelles chansons destinées à son cinquième album. Un nouveau contrat est passé avec le groupe et Jenny annonce, entre-temps, la parution prochaine de son premier album solo My Story.

### Nouveaux membres (2010–2012)

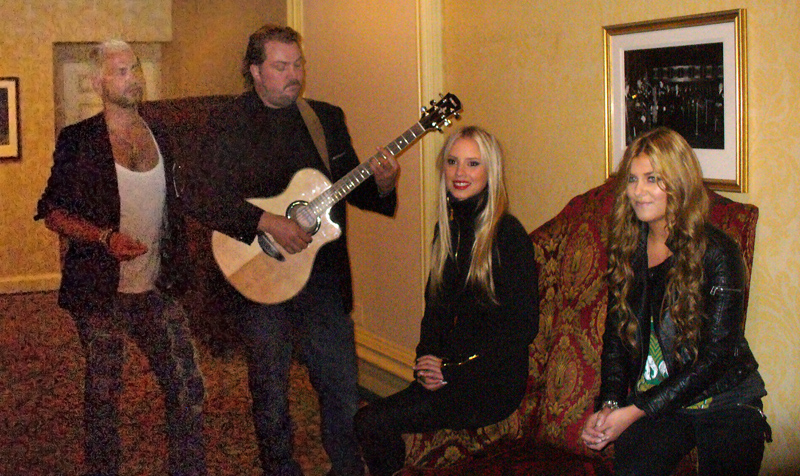
Ace of Base, lors d'un meeting à Toronto, au Canada (2010).

À la fin de 2009, Ulf et Jonas recrutent de nouvelles chanteuses, Clara Hagman et Julia Williamson,,. Lorsque cette annonce attire l'attention des fans, Jonas et Jenny expliquent que ce groupe ne s'appellera pas Ace of Base, mais qu'il fera usage d'un autre nom,. Cette formation alternative présente par la suite un nouveau nom : Ace.of.Base.
Dans une entrevue avec la télévision suédoise, Ulf explique : « On est toujours appelés Ace of Base. Les points font seulement partie du nouveau logo,. » Jenny explique à de nombreuses reprises ne jamais avoir quitté le groupe et déclare, au contraire, que les quatre membres actuels du groupe le sont légalement et par accord avec son frère Jonas. Ces faits sont confirmés par son frère qui explique « Elle [Jenny] n'a jamais officiellement dit Je m'en vais. Mais pour le label, elle était déjà ex-membre. Et ils ont annulé son contrat. Mais elle n'a jamais dit « Oh, mais je ne veux pas être dans le groupe »... ils voulaient quelqu'un d'autre, une nouvelle chanteuse. » À la suite de divergences concernant le nom du groupe, Ulf explique ne « jamais avoir eu de problème avec l'usage du nom même si le line-up entier n'est pas réuni. » Jenny en dit plus sur ce sujet lors d'un entretien le 18 octobre 2010. Elle explique que Jonas et Ulf lui avaient interdit de participer à l'écriture de l'album. « Désormais, je veux que tout soit clair. J'ai accepté de travailler sous certaines conditions, mais ils ne voulaient pas. [...] Ils ne voulaient pas m'intégrer. »
Le premier single extrait de leur album The Golden Ratio, intitulé All For You, est diffusé sur les radios européennes en juillet 2010 et commercialisé comme single le 10 septembre 2010. The Golden Ratio est commercialisé le 24 septembre 2010. L'album atteint la 20e place des classements allemands. All For You atteint, lui, la 38e place. En 2013, le site officiel du groupe est fermé. En janvier 2014, Julia annonce son départ du groupe depuis 2012. Elle confirme également le départ de Clara.

### Hidden Gems(2014-2020)
En juin 2014 sur Amazon apparaît un album de remix de All That She Wants. Le 27 septembre 2014, Jonas annonce le tournage d'un documentaire pour All That She Wants au quartier général de Google. Il annonce également qu'un nouvel album intitulé Hidden Gems doit sortir en 2015 après la réédition des albums précédents qui contiennent tous un titre inédit.
Le 16 janvier 2015, les pré-ventes du nouvel album sont disponibles. Il contient dix chansons inédites, cinq chansons qui étaient soit des faces B, soit des chansons valables sur des éditions japonaises. Ces chansons ont été enregistrées entre 1991 et 2006. La sélection est faite par Jonas Berggren et Ulf Ekberg.
Le 17 février 2018, Jenny se produit en live pour Forever 90 en France à Strasbourg, cela faisait 20 ans qu’un membre du groupe ne s’était pas produit sur une scène française. Dans le même temps, Ulf annonce un retour sur scène possible du groupe avec les membres fondateurs sans pour autant pouvoir dire quand cela sera possible.

### All That She Wants The Classic Albums(depuis 2020)
À l’occasion du trentième anniversaire du groupe, Ace Of Base sort un coffret quatre vinyles couleur en 180g. Ce coffret comprend pour la première fois en vinyles l’album Da Capo sorti en 2002.
Pour remercier davantage ses fans toujours forts actifs, le groupe, en collaboration avec certains d’entre eux, sort un coffret onze CD intégrant tous les albums dont Hidden Gems volume 2, une bio avec des révélations inédites, le EP de Edge Of Heaven en version inédite incluant des remixes comme Always Have, Always Will 2020 ainsi qu’un remix de Beautiful Life par Mike Ross Definitive Club Mix et un live de leur premier concert donné sous le nom Ace Of Base, le premier avec les quatre membres ( Linn, Jenny, Jonas et Ulf).
Ce coffret comprend pas moins de 195 titres avec beaucoup d’inédits et des nouveaux remixes.

## Distinctions
- 1993 : Grammi suédois – Meilleur groupe pop[42]
- 1993 : Grammi suédois 1993 – Meilleure audience TV[42]
- 1993 : Bronze BRAVO Otto (Allemagne) – Meilleur groupe pop-rock[43]
- 1994 : MTV Europe Music Awards - Meilleure reprise musicale (nommée)
- 1994 : American Music Award – Groupe préféré, duo ou groupe - Pop / Rock
- 1994 : American Music Award – Meilleur nouveau groupe - Pop / Rock
- 1994 : Billboard Music Award – Single numéro un
- 1994 : Billboard Music Award – Top nouveaux artistes
- 1994 : Billboard Music Award – Groupe de l'année
- 1994 : World Music Award – World's Best-Selling Scandinavian Recording Artists of the Year
- 1994 : Echo (Allemagne) –  Groupe de l'année[44]
- 1995 : Grammy Awards – Groupe de chant pop (nommé)
- 1995 : Grammy Awards – New Artist (nommé)
- 1995 : World Music Award – World's Best-Selling Scandinavian Recording Artists of the Year
- 1996 : World Music Award – World's Best-Selling Scandinavian Recording Artists of the Year
- 1997 : World Music Award – World's Best-Selling Scandinavian Recording Artists of the Year
- 2007 : BMI Award for over 3 million performances of 'The Sign' on US TV and radio[45]

## Discographie
- 1993 : Happy Nation / The Sign
- 1995 : The Bridge
- 1998 : Flowers / Cruel Summer
- 2002 : Da Capo
- 2010 : The Golden Ratio
- 2015 : Hidden Gems
- 2020 : All That She Wants The Classic Albums

## Vidéographie
- 1992 Wheel Of Fortune (Première version)
- 1992 All That She Wants
- 1993 Wheel Of Fortune (Seconde version)
- 1993 Happy Nation (nommé aux AMVA’94)
- 1994 The Sign
- 1994 Don’t Turn Around
- 1994 Living In Danger
- 1995 Lucky Love (version européenne)
- 1995 Beautiful Life
- 1995 Lucky Love (Version US)
- 1996 Never Gonna Say I’M Sorry
- 1998 Life Is A Flower
- 1998 Cruel Summer (Duo avec Alliage)
- 1998 Cruel Summer (Version Européenne)
- 1998 Cruel Summer (Version US)
- 1999 Always Have , Always Will
- 1999 Travel To Romantis
- 1999 C’Est La Vie, Always 21
- 2002 Beautiful Morning
- 2009 Wheel Of Fortune 2009 New Version
- 2010 All For You